# Flegeljahre
Als Flegeljahre wird umgangssprachlich seit dem 18. Jahrhundert die Zeitspanne „jugendlicher Unreife, Pubertät“ bezeichnet, die bei europäischen Mädchen im Alter zwischen dem 9. und dem 14. Lebensjahr und bei Jungen im Alter von 10 bis 15 Jahren einsetzt. Der Begriff leitet sich ab von „Flegelei“ bzw. „flegelhaftig“ (seit dem 17. Jahrhundert belegt im Sinne von „grobe Unart“ bzw. „ungezogen, grob“) und spielt darauf an, dass Jugendliche dieses Alters erheblichen Stimmungsschwankungen unterliegen können und zeitweise psychisch unausgeglichen sind, so dass es häufiger als zuvor zu ernsthaften Streitereien mit Eltern und anderen Erwachsenen kommt. Von Erwachsenen wird dieses für sie ungewohnte, erhöhte Maß an eigenständigem Denken und Wollen der Jugendlichen häufig als respektlos, unangemessen und übertrieben aggressiv empfunden und daher als „flegelhaft“ (in dieser Form belegt seit dem 19. Jahrhundert) abgelehnt.
Flegel (althochdeutsch flegil, belegt seit dem 10. Jahrhundert) ist als Lehnwort aus dem Lateinischen abgeleitet von flagéllum (die Geißel), da die Germanen das Dreschen mit Dreschflegeln erst durch die Römer kennenlernten. Als Schimpfwort („Bauernflegel“) wurde der Begriff im 16. Jahrhundert zunächst von den Herrschaften für die Bauern wegen deren typischem Arbeitsgerät benutzt.

## Belege
1. 1 2  Etymologisches Wörterbuch des Deutschen. Deutscher Taschenbuch Verlag, München 1993, S. 353